# 青年翼
青年翼（英語：youth wing），又称青年支部、青年派系、青年团体、青年组织等，是指一个规模更大的组织（一般是政党）的附属青年组织。一个组织成立青年翼的目的通常是为了在青年群体中获得更多的支持，培养后备成员队伍。青年翼也可以成为母组织的青年成员和支持者就各种政策和意识形态进行讨论的场所。

## 区别

### 与学生翼
青年翼不一定建立于，也不一定专注于学生。

### 与政党派系
青年翼通常不被认为是政党的派系，因为青年翼通常作为党派政策和意识形态的聚焦于青年的延伸，而非与党的领导层有不同的意识形态。

## 一些政党的青年组织
- 全联盟列宁主义青年共产主义联盟（ 苏联共产党）
- 希特勒青年團（納粹黨 納粹黨）
- 中国共产主义青年团（ 中国共产党）
- 社会主义爱国青年同盟（ ）
- 美国青年共和党（美国共和党）
- 美国青年民主党（美国民主党）
- 胡志明共产主义青年团（ 越南共产党）
- 古巴青年共产主义联盟（  古巴共产党）
- 中國國民黨青年團（台灣  中國國民黨）
- 台湾青年民主联盟 （台灣  民主進步黨）
- 民眾黨青年部（台灣  臺灣民眾黨）
- 工人青年联盟（保加利亚共产党）
- 阿尔巴尼亚劳动青年联盟（阿尔巴尼亚劳动党）
- 青年保守党（英语：Young Conservatives (UK)）（  保守黨）
- 英國青年工黨（英语：Young Labour (UK)）（  工黨）
- 自由民主党青年局（日本  自由民主黨）
- 自由德国青年（ 德國統一社會黨）
- 南斯拉夫社会主义青年联盟（南斯拉夫共產主義者聯盟）
- 德国社会民主党青年社会主义者（ 德国社会民主党）
- 匈牙利青年共产主义联盟（匈牙利社会主义工人党）
- 老挝人民革命青年团（ 老挝人民革命党）
- 统一俄罗斯党青年近卫军（统一俄罗斯党）
- 俄罗斯联邦列宁主义青年共产主义联盟（俄罗斯联邦共产党）
- 捷克斯洛伐克社會主義青年聯盟 （ 捷克斯洛伐克共產黨）

## 外部連結
- .   [2020-09-21]. （原始内容存档于1997-03-29）.
- .   [2022-07-29]. （原始内容存档于2021-05-13）.